# Organització territorial de Kosovo
La parcialment reconeguda República de Kosovo està dividida en 7 districtes, subdividits en 30 comuns. Hi ha 3 comuns septentrionals (Leposavić, Zvečan i Zubin Potok), poblades principalment pels serbis. Les autoritats de Kosovo no tenen cap control d'aquestes municipalitats, però al mateix temps la capital de facto dels serbis kosovars és la part nord de la ciutat de Mitrovica, on, amb l'objectiu de la integració dels districtes serbis en el territori de Kosovo, en un futur està planejada la creació d'una municipalitat independent anomenada Mitrovica Septentrional.
- Districte de Gjakovë (albanès: Komuna e Gjakovës), serbi: Ђаковички округ)
- Districte de Gjilani (albanès: Komuna e Gjilanit, serbi: Гњилански округ)
- Districte de Mitrovica (albanès: Komuna e Mitrovicës, serbi: Косовскомитровачки округ)
- Districte de Pejë (albanès: Komuna e Pejës, serbi: Пећки округ)
- Districte de Pristina (albanès: Komuna e Prishtinës, serbi: Приштински округ)
- Districte de Prizreni (albanès: Qarku i Prizrenit, serbi: Призренски округ)
- Districte de Ferizaj (albanès: Komuna e Ferizajit, serbi: Урошевачки округ)

| Ferizaj Gjakovë Gjilani Mitrovica Pejë Pristina Prizreni Kosovo · del Nord Albània Sèrbia Macedònia Monte · negro |

| Comuns de Kosovo                       | Comuns de Kosovo | Comuns de Kosovo | Comuns de Kosovo |
| -------------------------------------- | ---------------- | ---------------- | ---------------- |
| Mapa dels comuns de Kosovo             | 01. Deçani       | 11. Albaniku     | 21. Prizreni     |
| Mapa dels comuns de Kosovo             | 02. Dragash      | 12. Lipjani      | 22. Skënderaj    |
| Mapa dels comuns de Kosovo             | 03. Gjakovë      | 13. Malisheva    | 23. Shtërpca     |
| Mapa dels comuns de Kosovo             | 04. Drenasi      | 14. Mitrovica    | 24. Shtimja      |
| Mapa dels comuns de Kosovo             | 05. Gjilani      | 15. Novobërda    | 25. Theranda     |
| Mapa dels comuns de Kosovo             | 06. Burimi       | 16. Kastrioti    | 26. Ferizaj      |
| Mapa dels comuns de Kosovo             | 07. Kaçaniku     | 17. Rahoveci     | 27. Vitia        |
| Mapa dels comuns de Kosovo             | 08. Dardana      | 18. Pejë         | 28. Vushtrria    |
| Mapa dels comuns de Kosovo             | 09. Klina        | 19. Besiana      | 29. Zubin Potoku |
| Mapa dels comuns de Kosovo             | 10. Fushë Kosova | 20. Pristina     | 30. Zveçani      |
| Font: OSCE - UNMIK Regulation 2000/43: |                  |                  |                  |